# Motociklistična Velika nagrada Nizozemske
Motociklistična Velika nagrada Nizozemske je motociklistična dirka svetovnega prvenstva od sezone 1949.

## Zmagovalci
| Sezona | 125 cm3/Moto3                                       | 250 cm3/Moto2                                       | 500 cm3/MotoGP                                      | Poročilo                                            |                                                     |
| ------ | --------------------------------------------------- | --------------------------------------------------- | --------------------------------------------------- | --------------------------------------------------- | --------------------------------------------------- |
| 2024   | Iván Ortolá (KTM)                                   | Ai Ogura (Kalex)                                    | Francesco Bagnaia (Boscoscuro)                      | Poročilo                                            |                                                     |
| 2023   | Jaume Masià (Honda)                                 | Jake Dixon (Kalex)                                  | Francesco Bagnaia (Ducati)                          | Poročilo                                            |                                                     |
| 2022   | Ajumu Sasaki (Husqvarna)                            | Augusto Fernández (Kalex)                           | Francesco Bagnaia (Ducati)                          | Poročilo                                            |                                                     |
| 2021   | Dennis Foggia (Honda)                               | Raúl Fernández (Kalex)                              | Fabio Quartararo (Yamaha)                           | Poročilo                                            |                                                     |
| 2020   | odpoved zaradi Pandemije koronavirusne bolezni 2019 | odpoved zaradi Pandemije koronavirusne bolezni 2019 | odpoved zaradi Pandemije koronavirusne bolezni 2019 | odpoved zaradi Pandemije koronavirusne bolezni 2019 | odpoved zaradi Pandemije koronavirusne bolezni 2019 |
| 2019   | Tony Arbolino (Honda)                               | Augusto Fernández (Kalex)                           | Maverick Viñales (Yamaha)                           | Poročilo                                            |                                                     |
| 2018   | Jorge Martín (Honda)                                | Francesco Bagnaia (Kalex)                           | Marc Márquez (Honda)                                | Poročilo                                            |                                                     |
| 2017   | Arón Canet (Honda)                                  | Franco Morbidelli (Kalex)                           | Valentino Rossi (Yamaha)                            | Poročilo                                            |                                                     |
| 2016   | Francesco Bagnaia (Mahindra)                        | Takaaki Nakagami (Kalex)                            | Jack Miller (Honda)                                 | Poročilo                                            |                                                     |
| 2015   | Enea Bastianini (KTM)                               | Johann Zarco (Kalex)                                | Valentino Rossi (Yamaha)                            | Poročilo                                            |                                                     |
| 2014   | Álex Márquez (Honda)                                | Anthony West (Speed Up)                             | Marc Márquez (Honda)                                | Poročilo                                            |                                                     |
| 2013   | Luis Salom (KTM)                                    | Pol Espargaró (Kalex)                               | Valentino Rossi (Yamaha)                            | Poročilo                                            |                                                     |
| 2012   | Maverick Viñales (Honda)                            | Marc Márquez (Suter)                                | Casey Stoner (Honda)                                | Poročilo                                            |                                                     |
| 2011   | Maverick Viñales (Aprilia)                          | Marc Márquez (Suter)                                | Ben Spies (Yamaha)                                  | Poročilo                                            |                                                     |
| 2010   | Marc Márquez (Derbi)                                | Andrea Iannone (Speed Up)                           | Jorge Lorenzo (Yamaha)                              | Poročilo                                            |                                                     |
| 2009   | Sergio Gadea (Aprilia)                              | Hiroshi Aoyama (Honda)                              | Valentino Rossi (Yamaha)                            | Poročilo                                            |                                                     |
| 2008   | Gábor Talmácsi (Aprilia)                            | Álvaro Bautista (Aprilia)                           | Casey Stoner (Ducati)                               | Poročilo                                            |                                                     |
| 2007   | Mattia Pasini (Aprilia)                             | Jorge Lorenzo (Aprilia)                             | Valentino Rossi (Yamaha)                            | Poročilo                                            |                                                     |
| 2006   | Mika Kallio (KTM)                                   | Jorge Lorenzo (Aprilia)                             | Nicky Hayden (Honda)                                | Poročilo                                            |                                                     |
| 2005   | Gabor Talmacsi (KTM )                               | Sebastián Porto (Aprilia)                           | Valentino Rossi (Yamaha)                            | Poročilo                                            |                                                     |
| 2004   | Jorge Lorenzo (Derbi)                               | Sebastián Porto (Aprilia)                           | Valentino Rossi (Yamaha)                            | Poročilo                                            |                                                     |
| 2003   | Steve Jenkner (Aprilia)                             | Anthony West (Aprilia)                              | Sete Gibernau (Honda)*                              | Poročilo                                            |                                                     |
| 2002   | Daniel Pedrosa (Honda)                              | Marco Melandri (Aprilia)                            | Valentino Rossi (Honda)*                            | Poročilo                                            |                                                     |
| 2001   | Toni Elias (Honda)                                  | Jeremy McWilliams (Aprilia)                         | Max Biaggi (Yamaha)                                 | Poročilo                                            |                                                     |
| 2000   | Youichi Ui (Derbi)                                  | Tohru Okawa (Honda)                                 | Alex Barros (Honda)                                 | Poročilo                                            |                                                     |
| 1999   | Masao Azuma (Honda)                                 | Loris Capirossi (Honda)                             | Tadayuki Okada (Honda)                              | Poročilo                                            |                                                     |
| 1998   | Marco Melandri (Honda)                              | Valentino Rossi (Aprilia)                           | Mick Doohan (Honda)                                 | Poročilo                                            |                                                     |
| 1997   | Valentino Rossi (Aprilia)                           | Tetsuya Harada (Aprilia)                            | Mick Doohan (Honda)                                 | Poročilo                                            |                                                     |
| 1996   | Emilio Alzamora (Honda)                             | Ralf Waldmann (Honda)                               | Mick Doohan (Honda)                                 | Poročilo                                            |                                                     |
| 1995   | Dirk Raudies (Honda)                                | Max Biaggi (Aprilia)                                | Mick Doohan (Honda)                                 | Poročilo                                            |                                                     |
| 1994   | Takeshi Tsujimura (Honda)                           | Max Biaggi (Aprilia)                                | Mick Doohan (Honda)                                 | Poročilo                                            |                                                     |
| 1993   | Dirk Raudies (Honda)                                | Loris Capirossi (Honda)                             | Kevin Schwantz (Suzuki)                             | Poročilo                                            |                                                     |
| 1992   | Ezio Gianola (Honda)                                | Pierfrancesco Chili (Aprilia)                       | Alex Criville (Honda)                               | Poročilo                                            |                                                     |
| 1991   | Ralf Waldmann (Honda)                               | Pierfrancesco Chili (Aprilia)                       | Kevin Schwantz (Suzuki)                             | Poročilo                                            |                                                     |
| 1990   | Doriano Romboni (Honda)                             | John Kocinski (Yamaha)                              | Kevin Schwantz (Suzuki)                             | Poročilo                                            |                                                     |
| 1989   | Hans Spaan (Honda)                                  | Reinhold Roth (Honda)                               | Wayne Rainey (Yamaha)                               | Poročilo                                            |                                                     |
| 1988   | Jorge Martinez (Derbi)                              | Juan Garriga (Yamaha)                               | Wayne Gardner (Honda)                               | Poročilo                                            |                                                     |
| 1987   | Fausto Gresini (Garelli)                            | Anton Mang (Honda)                                  | Eddie Lawson (Yamaha)                               | Poročilo                                            |                                                     |
| 1986   | Luca Cadalora (Garelli)                             | Carlos Lavado (Yamaha)                              | Wayne Gardner (Honda)                               | Poročilo                                            |                                                     |
| 1985   | Pier Paolo Bianchi (MBA)                            | Freddie Spencer (Honda)                             | Randy Mamola (Honda)                                | Poročilo                                            |                                                     |
| 1984   | Angel Nieto (Garelli)                               | Carlos Lavado (Yamaha)                              | Randy Mamola (Honda)                                | Poročilo                                            |                                                     |
| 1983   | Angel Nieto (Garelli)                               | Carlos Lavado (Yamaha)                              | Kenny Roberts (Yamaha)                              | Poročilo                                            |                                                     |
| 1982   | Angel Nieto (Garelli)                               | Anton Mang (Kawasaki)                               | Franco Uncini (Suzuki)                              | Poročilo                                            |                                                     |
| 1981   | Angel Nieto (Minarelli)                             | Anton Mang (Kawasaki)                               | Marco Lucchinelli (Suzuki)                          | Poročilo                                            |                                                     |
| 1980   | Angel Nieto (Minarelli)                             | Carlos Lavado (Yamaha)                              | Jack Middelburg (Yamaha)                            | Poročilo                                            |                                                     |
| 1979   | Angel Nieto (Minarelli)                             | Graziano Rossi (Morbidelli)                         | Virginio Ferrari (Suzuki)                           | Poročilo                                            |                                                     |
| 1978   | Eugenio Lazzarini (MBA)                             | Kenny Roberts (Yamaha)                              | Johnny Cecotto (Yamaha)                             | Poročilo                                            |                                                     |
| 1977   | Angel Nieto (Minarelli)                             | Mick Grant (Kawasaki)                               | Wil Hartog (Suzuki)                                 | Poročilo                                            |                                                     |
| 1976   | Pier Paolo Bianchi (Morbidelli)                     | Walter Villa (Harley Davidson)                      | Barry Sheene (Suzuki)                               | Poročilo                                            |                                                     |
| 1975   | Pier Paolo Bianchi (Morbidelli)                     | Walter Villa (Harley Davidson)                      | Barry Sheene (Suzuki)                               | Poročilo                                            |                                                     |
| 1974   | Bruno Kneubühler (Yamaha)                           | Walter Villa (Harley Davidson)                      | Giacomo Agostini (Yamaha)                           | Poročilo                                            |                                                     |
| 1973   | Eugenio Lazzarini (Maico)                           | Dieter Braun (Yamaha)                               | Phil Read (MV Agusta)                               | Poročilo                                            |                                                     |
| 1972   | Angel Nieto (Derbi)                                 | Rodney Gould (Yamaha)                               | Giacomo Agostini (MV Agusta)                        | Poročilo                                            |                                                     |
| 1971   | Angel Nieto (Derbi)                                 | Phil Read (Yamaha)                                  | Giacomo Agostini (MV Agusta)                        | Poročilo                                            |                                                     |
| 1970   | Dieter Braun (Suzuki)                               | Rodney Gould (Yamaha)                               | Giacomo Agostini (MV Agusta)                        | Poročilo                                            |                                                     |
| 1969   | Dave Simmonds (Kawasaki)                            | Renzo Pasolini (Benelli)                            | Giacomo Agostini (MV Agusta)                        | Poročilo                                            |                                                     |
| 1968   | Phil Read (Yamaha)                                  | Bill Ivy (Yamaha)                                   | Giacomo Agostini (MV Agusta)                        | Poročilo                                            |                                                     |
| 1967   | Phil Read (Honda)                                   | Mike Hailwood (Honda)                               | Mike Hailwood (Honda)                               | Poročilo                                            |                                                     |
| 1966   | Bill Ivy (Yamaha)                                   | Mike Hailwood (Honda)                               | Jim Redman (Honda)                                  | Poročilo                                            |                                                     |
| 1965   | Mike Duff (Yamaha)                                  | Phil Read (Yamaha)                                  | Mike Hailwood (MV Agusta)                           | Poročilo                                            |                                                     |
| 1964   | Jim Redman (Honda)                                  | Jim Redman (Honda)                                  | Mike Hailwood (MV Agusta)                           | Poročilo                                            |                                                     |
| 1963   | Hugh Anderson (Suzuki)                              | Jim Redman (Honda)                                  | John Hartle (Gilera)                                | Poročilo                                            |                                                     |
| 1962   | Luigi Taveri (Honda)                                | Jim Redman (Honda)                                  | Mike Hailwood (MV Agusta)                           | Poročilo                                            |                                                     |
| 1961   | Tom Phillis (Honda)                                 | Mike Hailwood (Honda)                               | Gary Hocking (MV Agusta)                            | Poročilo                                            |                                                     |
| 1960   | Carlo Ubbiali (MV Agusta)                           | Carlo Ubbiali (MV Agusta)                           | Remo Venturi (MV Agusta)                            | Poročilo                                            |                                                     |
| 1959   | Carlo Ubbiali (MV Agusta)                           | Tarquinio Provini (MV Agusta)                       | John Surtees (MV Agusta)                            | Poročilo                                            |                                                     |
| 1958   | Carlo Ubbiali (MV Agusta)                           | Tarquinio Provini (MV Agusta)                       | John Surtees (MV Agusta)                            | Poročilo                                            |                                                     |
| 1957   | Tarquinio Provini (Mondial)                         | Tarquinio Provini (Mondial)                         | John Surtees (MV Agusta)                            | Poročilo                                            |                                                     |
| 1956   | Carlo Ubbiali (MV Agusta)                           | Carlo Ubbiali (MV Agusta)                           | John Surtees (MV Agusta)                            | Poročilo                                            |                                                     |
| 1955   | Carlo Ubbiali (MV Agusta)                           | Luigi Taveri (MV Agusta)                            | Geoff Duke (Gilera)                                 | Poročilo                                            |                                                     |
| 1954   | Rupert Hollaus (NSU)                                | Werner Haas (NSU)                                   | Geoff Duke (Gilera)                                 | Poročilo                                            |                                                     |
| 1953   | Werner Haas (NSU)                                   | Werner Haas (NSU)                                   | Geoff Duke (Gilera)                                 | Poročilo                                            |                                                     |
| 1952   | Cecil Sanford (MV Agusta)                           | Enrico Lorenzetti (Moto Guzzi)                      | Umberto Masetti (Gilera)                            | Poročilo                                            |                                                     |
| 1951   | Gianni Leoni (Mondial)                              |                                                     | Geoff Duke (Norton)                                 | Poročilo                                            |                                                     |
| 1950   | Bruno Ruffo (Mondial)                               |                                                     | Umberto Masetti (Gilera)                            | Poročilo                                            |                                                     |
| 1949   | Nello Pagani (Mondial)                              |                                                     | Nello Pagani (Gilera)                               | Poročilo                                            |                                                     |